# David di Donatello 1978
La 23a edició dels premis David di Donatello, concedits per l'Acadèmia del Cinema Italià va tenir lloc l’1 de juliol de 1978 al Piazzale Michelangelo de Florència. El premi consistia en una estatueta dissenyada per Bulgari.

## Guanyadors

### Millor pel·lícula
- Il prefetto di ferro, de Pasquale Squitieri (ex aequo)
- In nome del Papa Re, de Luigi Magni (ex aequo)

### Millor director
- Ettore Scola - Una giornata particolare

### Millor argument
- Leo Benvenuti i Piero De Bernardi - La stanza del vescovo

### Millor productor
- Franco Committeri - In nome del Papa Re

### Millor actriu
- Mariangela Melato - Il gatto (ex aequo)
- Sophia Loren - Una giornata particolare (ex aequo)

### Millor actor
- Nino Manfredi - In nome del Papa Re

### Millor músic
- Armando Trovajoli - Mogliamante

### Millor actriu estrangera
- Jane Fonda - Giulia (Julia) (ex aequo)
- Simone Signoret - La vida al davant (La Vie devant soi) (ex aequo)

### Millor actor estranger
- Richard Dreyfuss - La noia de l'adéu

### Millor director estranger
- Herbert Ross - La noia de l'adéu (The Goodbye Girl) (ex aequo)
- Ridley Scott - Els duelistes (The Duellists) (ex aequo)

### Millor pel·lícula estrangera
- Encontres a la tercera fase (Close Encounters of the Third Kind), de Steven Spielberg

### David Europeu
- Fred Zinnemann

### David Luchino Visconti
- Andrzej Wajda

### David especial
- Paolo e Vittorio Taviani, per la direcció de Padre padrone
- Bruno Bozzetto, per la direcció de Allegro non troppo
- Mikhaïl Baríxnikov, per la coreografia di The Turning Point
- Mosfil'm (URSS), per la producció de Neokontxennaia piesa dlia mekhanitxeskogo pianino
- Neil Simon, per la representació de la societat americana als seus guions